# Mongeta de Castellfollit del Boix
La varietat de mongeta de Castellfollit de Boix de nom científic Phaseolus vulgaris L. és d'origen meso americà, les seves llavors són blanques, tenen forma rectangular/ovoide i són bastant aplanades, tenen una mida mitjana. És autòctona del municipi de Castellfollit del Boix coneixent-se el seu cultiu des del segle xvi. Posseeix la denominació comarcal de producte alimentari del Bages des del 1994.
Castellfollit del Boix pertany a la classe comercial Great Northern. Té creixement indeterminat, però es cultiva sense cap mena de tutor. Les flors són completament blanques. Les beines són de color verd i tenen una longitud mitjana. Les produccions d'aquesta varietat són baixes, perquè es cultiva en secà, però poden esdevenir més elevades si es fan regs de suport. Des del punt de vista sensorial es caracteritza per una baixa farinositat, baixa percepció de la pell i sabor suau lleugerament més intens que la varietat de referència Ganxet. La percepció i la rugositat de la pell presenten valors baixos. La cocció de la varietat Castellfollit del Boix triga unes dues hores. Respecte a la integritat del gra després de la cocció, solen trobar-se al voltant d'un 63% de grans esberlats. Està inclosa en el Catàleg de les varietats locals d'interès agrari de Catalunya amb el número d'inscripció CAT007CVL
Té un gust de blat de moro marcat i una lleugera aroma que recorda a la patata. Es sol menjar amb botifarra o amb cansalada a la brasa, guisada amb ceba, amb bolets o bé en truita.

## Característiques agronòmiques
La varietat tradicional Castellfollit del Boix, cultivada a la zona històrica de producció, presenta unes produccions baixes. El rendiment mitjà estimat és de 800 kg/ha. Això és degut al fet que es cultiva en condicions de secà i sense tutors de suport. En condicions més favorables, amb reg de suport, el rendiment net pot arribar fins als 1.200 kg/ha. Respecte a la precocitat, es tracta d'una varietat no 
molt primerenca, amb una mitjana de 44 dies transcorreguts des de la sembra fins al moment en què el 50% de les plantes d'un cultiu estan en floració. La mongeta Castellfollit del Boix, en el seu lloc d'origen es sembra aproximadament a finals d'abril i es recull a mitjans d'agost. Encara que es conserva bé durant més temps. Aquestes dates són orientatives i poden variar en funció de les condicions ambientals.